# 日美防衛合作指南
日美防衛合作指南（英語：Guidelines for Japan-U.S. Defense Cooperation），是根據美日安保條約規定防務合作的具體方式。通常被俗稱為「指南」。
1978年11月，日美防衛合作小組考慮到蘇聯入侵日本的情況而製定了合作計劃。1997年9月，考慮到朝鮮半島出現緊急狀態，對該計劃進行了修訂。2015年4月27日，日美安保磋商委員會批准了第二次修訂。

## 外部連結
- 日美防衛合作指南 （页面存档备份，存于）